# ムハンマド・アズワン・アリ・ラーマン
ムハンマド・アズワン・ビン・アリ・ラーマン（マレー語: Muhammad Azwan bin Ali Rahman、1992年1月11日 - ）は、ブルネイのサッカー選手。ブルネイ代表。現在、ブルネイDPMM FCに所属している。ポジションはMF。

## クラブ歴
ブルネイ体育学校の出身で、在学中の15歳の時にジェルドンFCに加入した。2011年にはブルネイユースクラブ（かつてのブルネイU-16代表）に移籍し主将を務めた。
2012年にはインデラSCに移籍し、同チームで1試合で7得点の活躍もあったため、リーグで17得点を獲得し得点王となった。この彼の活躍もありクラブはブルネイ・スーパーリーグ2012-13を制覇した。
その後同国唯一のプロサッカーチームであるDPMM FCに移籍し、初シーズンから16試合の出場を果たした。翌2014年には26試合6得点の活躍をし、新たに監督となったスティーブ・キーンからも絶賛を受けた。
2015年の前半も同様に活躍したものの、5月10日のタンピネス・ローバースFC戦では品位に欠けた行動によって退場処分となった。シーズン後半にはシンガポール・カップを含めてホームの試合で3試合連続得点を達成したが、8月23日のヤング・ライオンズ戦でも危険行為をし退場処分となった。11月21日に終わったシーズンではリーグ制覇を達成した。

## 代表歴
ユース年代では2012年のハサナル・ボルキア・トロフィーに挑んだU-21代表の一員となった。また、2013年の東南アジア競技大会の際にU-23代表に選抜され、ラオスU-23代表から得点を奪った。その後、2015年の同大会の際にも代表に選ばれている。
2012年9月26日に行われたインドネシア代表戦でA代表初出場を果たした。その後、2012 AFFスズキカップ予選に挑んだブルネイ代表のメンバー入りを果たし、東ティモール代表からA代表初得点を獲得した。この試合は2-1の勝利で終わった。

## 個人成績
2015年11月25日現在

### クラブ
| 国内大会個人成績 | 国内大会個人成績 | 国内大会個人成績 | 国内大会個人成績 | 国内大会個人成績 | 国内大会個人成績 | 国内大会個人成績 | 国内大会個人成績 | 国内大会個人成績 | 国内大会個人成績 | 国内大会個人成績 | 国内大会個人成績 |
| 年度             | クラブ           | 背番号           | リーグ           | リーグ戦         | リーグ戦         | リーグ杯         | リーグ杯         | オープン杯       | オープン杯       | 期間通算         | 期間通算         |
| 年度             | クラブ           | 背番号           | リーグ           | 出場             | 得点             | 出場             | 得点             | 出場             | 得点             | 出場             | 得点             |
| シンガポール     | シンガポール     | シンガポール     | シンガポール     | リーグ戦         | リーグ戦         | リーグ杯         | リーグ杯         | シンガポール杯   | シンガポール杯   | 期間通算         | 期間通算         |
| ---------------- | ---------------- | ---------------- | ---------------- | ---------------- | ---------------- | ---------------- | ---------------- | ---------------- | ---------------- | ---------------- | ---------------- |
| 2013             | DPMM FC          | 2                | Sリーグ          | 16               | 0                | 1                | 0                | 2                | 0                | 19               | 0                |
| 2014             | DPMM FC          | 6                | Sリーグ          | 26               | 6                | 3                | 0                | 5                | 1                | 34               | 7                |
| 2015             | DPMM FC          | 6                | Sリーグ          | 21               | 2                | 2                | 0                | 4                | 2                | 27               | 4                |
| 通算             | シンガポール     | シンガポール     | Sリーグ          | 63               | 8                | 6                | 0                | 8                | 3                | 77               | 11               |

### 代表
代表での得点一覧
| #  | 日附           | 場所                             | 対戦相手     | 得点 | 結果 | 大会                     |
| -- | -------------- | -------------------------------- | ------------ | ---- | ---- | ------------------------ |
| 1. | 2012年10月13日 | ヤンゴン・トゥウンナ・スタジアム | 東ティモール | 2–0  | 2–1  | 2012 AFFスズキカップ予選 |

## タイトル

### クラブ
インデラSC
- ブルネイ・スーパーリーグ: 2012-13

ブルネイDPMM FC
- Sリーグ: 2015

準優勝: 2014
- シンガポール・リーグカップ: 2014

### 代表
ブルネイU21
- ハサナル・ボルキア・トロフィー: 2012

### 個人
- ブルネイ・スーパーリーグ得点王: 2012-13
- Sリーグ最優秀若手選手賞: 2015

## 生活
彼の兄のアブドゥル・アジジ・ラーマンもまたブルネイ代表のサッカー選手である。